# Europese weg 231
De Europese weg 231 of E231 is een Europese weg die alleen door Nederland loopt en daarbij een gedeelte van de A1 volgt. De weg meet 40 kilometer en komt langs de volgende steden:
- Amsterdam
- Hilversum
- Amersfoort

De route eindigt bij Knooppunt Hoevelaken.